# DP-64
DP-64 (tiếng Nga:ДП-64) mã thiết kế là Nepryadva (Непрядва, tên một con sông chảy qua tỉnh Tula) là loại súng phóng lựu hai nòng được thiết kế để bảo vệ các con tàu, bến cảng cùng những công trình được xây trên nước cũng như được trang bị cho các lực lượng bảo vệ bờ biển hay các lực lượng đặc nhiệm. Loại súng này chủ yếu dùng để chống lại các phá hoại từ dưới nước với độ sâu khoảng 40 m hoặc tiêu diệt các mục tiêu nổi nhẹ khác trên mặt nước trong khoảng cách 400 m. DP-64 được trang bị cho các thủy thủ để có thể bảo vệ tàu của mình chống lại các thợ lặn hay những thứ khác. Nhưng nó cũng có thể gắn vào vị trí của các tháp pháo có thể điều khiển từ xa của tàu hay được trang bị trên các trực thăng tuần tra.

## Thiết kế
Loại súng này sử dụng cơ chế nạp đạn phía sau nòng chỉ cần mở khóa bẻ nghiêng tách nòng súng sang một bên là có thể nạp đạn. Nòng sẽ khai hỏa được lựa chọn bởi một đòn bẩy nằm phía trên cò súng. Nó có tay cầm phía trước để giúp xạ thủ có thể dễ dàng tác chiến hơn và báng súng có một miếng đệm cao su gắn với các lò xo để giảm thiểu tác động của độ giật khi bắn.
Dù là súng phóng lựu nhưng loại súng này được thiết kế để bắn loại đạn đặc biệt như những quả bom chống tàu ngầm nhỏ. Có ba loại đạn hiện tại là pháo sáng dùng để xác định vị trí của mục tiêu, đạn nổ dùng để tiêu diệt mục tiêu có khoảng cách sát thương là 14 m. Và một loại đạn ít gây sát thương dùng để dọa các mục tiêu như cướp biển ngăn không cho tiếp cận tàu loại đạn này có thể hạ đo ván các mục tiêu nhưng ít gây tử vong thích hợp dùng cho các tàu thương mại.
Hệ thống nhắm cơ bản của loại súng này là điểm ruồi nhưng cũng có thể gắn thêm hệ thống nhắm chuẩn trực để hỗ trợ tác chiến.